# Gerald Davies
Thomas Gerald Reames Davies (7 febbraio 1945) è un ex rugbista a 15 internazionale per il Galles, Nazione che ha rappresentato 46 volte tra il 1966 e il 1978 oltre ad avere militato nei British Lions in due tour, nel 1968 e 1971.
Dopo il ritiro è divenuto dirigente d'azienda e ha ricoperto anche incarichi nella Welsh Rugby Union.
Davies ha studiato alla Loughborough University e alla Università di Cambridge e ha giocato per il Cardiff RFC e per i London Welsh. Negli anni settanta è stato capitano del Cardiff per tre stagioni, durante le quali disputò la sua partita probabilmente più famosa, l'incontro di Welsh Cup contro il Pontypool RFC, in cui segnò quattro mete.
Ha fatto il suo debutto internazionale sabato 3 dicembre 1966 nella sconfitta 14-11 subita dal Galles contro l'Australia a Cardiff. Anche la sua ultima partita con la nazionale, nel 1978, è stata contro i Wallabies, questa volta a Sydney, ma sempre con una sconfitta. In totale ha disputato 46 match per il Galles, mettendo a segno 72 punti. Anche se inizialmente era schierato come centro, l'allenatore della nazionale Clive Rowlands lo spostò ad ala nel tour del 1969 in Nuova Zelanda e Australia e in seguito giocò in questa posizione.
Davies ha preso parte ai tour dei British and Irish Lions del 1968 e del 1971 insieme al leggendario gruppo di giocatori gallesi degli anni '70: Gareth Edwards, Barry John, JPR Williams, Phil Bennett e Bobby Windsor. Grande giocatore d'attacco, è stato nominato una delle migliori ali della storia del rugby. Davies è anche ricordato per la sua meta nell'incontro del Cinque Nazioni 1971 contro la Scozia. Riuscì infatti a segnare all'ultimo minuto e la trasformazione dall'angolo di John Taylor diede la vittoria al Galles per 19-18, permettendo così anche la conquista del Grande Slam
Dopo il ritiro dall'attività agonistica, Davies è diventato un giornalista e ha collaborato con il The Times su argomenti di rugby.
Dal 1999 fa parte dell'International Rugby Hall of Fame